# Buddy Moss
Eugene "Buddy" Moss (Jewell, 16 januari 1914 – Atlanta, 19 oktober 1984) was een Amerikaanse bluesmuzikant. Hij is een van de twee invloedrijke Piedmontblues-gitaristen die opnames hebben gemaakt in de periode tussen de laatste sessies van Blind Blake in 1932 en het debuut van Blind Boy Fuller in 1935 (de andere is Josh White). Moss, een jongere tijdgenoot van Blind Willie McTell, Curley Weaver en Barbecue Bob, maakte deel uit van een groepje bluesmannen uit Atlanta. Hij was een van de weinigen uit zijn tijd wiens carrière nieuw leven werd ingeblazen door de bluesrevival van de jaren 1960 en 1970.
Hij begon als een muzikale discipel van Blind Blake. De carrière van Moss eindigde in 1935 als gevolg van een gevangenisstraf van zes jaar en vervolgens door de Tweede Wereldoorlog, maar hij leefde lang genoeg om in de jaren 1960 te worden herontdekt, en toen bleek dat zijn talent door de jaren heen behouden was gebleven.

## Biografie

### Jeugd
Moss was een van de twaalf kinderen van een deelpachter in Jewell, Warren County in Georgia, halverwege Atlanta en Augusta. Zijn geboortedatum wordt betwijfeld, sommige bronnen geven 1906 aan en vele andere 1914. Hij leerde zichzelf op zeer jonge leeftijd mondharmonica en speelde op lokale feesten rond Augusta, waar het gezin toen hij vier jaar naartoe was verhuisd. In 1928 was hij straatmuzikant in Atlanta. Naar zijn eigen zeggen, in een interview met Robert Springer in 1975, was zijn spel door niemand beïnvloed.

### Begin carrière
In Atlanta werd Moss opgemerkt door zowel Curley Weaver als Robert "Barbecue Bob" Hicks, die met de jonge Moss begonnen samen te werken. Weaver en Barbecue Bob verzekerden hem van zijn eerste opnames toen hij 16 was, als lid van hun groep de "Georgia Cotton Pickers". Op 7 december 1930 namen zij, Barbecue Bob en Weaver op gitaar en Moss op mondharmonica, in het Campbell Hotel in Atlanta, vier nummers op voor Columbia: "I'm on My Way Down Home", "Diddle-Da-Diddle", "She Looks So Good," en "She's Comin' Back Some Cold Rainy Day". Moss nam de daaropvolgende drie jaar niets meer op.
In januari 1933 nam hij voor de American Record Company (ARC) in New York 11 nummers op, begeleid door Fred McMullen en Curley Weaver, en nog eens 6 nummers onder toevoeging van zangeres Ruth Willis. Sommige opnames werden er samen gemaakt met Blind Willie McTell en Josh White. Medio 1934 nam hij, dit keer als sologitarist en zanger, meer nummers op. Zijn "Oh Lordy Mama" uit deze sessies werd bekend als "Hey Lawdy Mama", een lied dat door verschillende artiesten werd gecoverd. AllMusic merkte op dat "Deze reeks opnames ook het beste de brug vertegenwoordigt die Moss vormde tussen Blind Blake en Blind Boy Fuller - enerzijds zijn soloversie van "Some Lonesome Day" en ook "Dough Rollin 'Papa", uit 1934, geavanceerde ideeën op het gebied van spelen en zingen die Fuller oppikte en aanpaste aan zijn eigen stijl, anderzijds de invloed van Blake zoals te horen is in "Insane Blues".

### Gevangenisstraf
In 1935 werd Moss - al dan niet terecht - beschuldigd van de moord op zijn vrouw, en daarna veroordeeld tot een lange gevangenisstraf. Vanwege de onduidelijke rechtszaak en zijn goede gedrag werd hij al in 1941 vrijgelaten.

### Latere carrière
Moss had in 1941 Sonny Terry en Brownie McGhee leren kennen, met wie hij in oktober 1948 voor Okeh Records een aantal opnames maakten. Er werden er slechts drie uitgebracht, waarna als gevolg van de restricties in het gebruik van schellak er geen opnames meer volgden. Begin jaren vijftig trad hij opnieuw op met Weaver in Atlanta, maar hij kon met de muziek kon niet langer in zijn levensonderhoud voorzien. Hij ging werken op een tabaksplantage, bestuurde vrachtwagens en werkte de daaropvolgende twintig jaar onder meer als liftoperator.
In de bluesrevival van de jaren 1960 werd Moss over het hoofd gezien. In 1966 gaf hij een concert in Washington, dat werd opgenomen, en waarvan delen later uitgebracht zijn door Biograph Records.

## Overlijden
Moss stierf in Atlanta op 19 oktober 1984, opnieuw grotendeels vergeten door het publiek. Biograph Records bracht een heruitgave van zijn werk en Document Records bracht al zijn vooroorlogse opnames opnieuw uit.

## Discografie

### Album
- Atlanta Blues Legend (Biograph, 1967) re-released in 1970 als Rediscovery

### Compilaties
- Georgia Blues Volume Two (Kokomo Records, 1968)
- Georgia Blues 1930–1935 (Travelin' Man Records, 1983)
- Red River Blues: 1933–1941 (Travelin' Man Records, 1984)
- Buddy Moss 1933–1935 (Document, 1988)
- Buddy Moss 1930–1941 (Travelin' Man Records, 1990)
- Complete Recorded Works Vol. 1; 1933 (Document, 1992)
- Complete Recorded Works Vol. 2; 1933–1934 (Document, 1992)
- Complete Recorded Works Vol. 3; 1935–1941 (Document, 1992)
- Buddy Moss: The Essential (Document, 2002)